# 2010年7月臺灣
| << | 2010年7月 （民國99年） | >> |    |    |    |    |
| \| 日 \| 一 \| 二 \| 三 \| 四 \| 五 \| 六 \| \| \| \| \| \| 1 \| 2 \| 3 \| \| 4 \| 5 \| 6 \| 7 \| 8 \| 9 \| 10 \| \| 11 \| 12 \| 13 \| 14 \| 15 \| 16 \| 17 \| \| 18 \| 19 \| 20 \| 21 \| 22 \| 23 \| 24 \| \| 25 \| 26 \| 27 \| 28 \| 29 \| 30 \| 31 \| \| \| \| \| \| \| \| \| |                        |    |    |    |    |    |
| 臺灣新聞動態／維基新聞 |                        |    |    |    |    |    |
| 世界／中国大陆／臺灣 |                        |    |    |    |    |    |
| 日 | 一                     | 二 | 三 | 四 | 五 | 六 |
| |                        |    |    | 1  | 2  | 3  |
| 4 | 5                      | 6  | 7  | 8  | 9  | 10 |
| 11 | 12                     | 13 | 14 | 15 | 16 | 17 |
| 18 | 19                     | 20 | 21 | 22 | 23 | 24 |
| 25 | 26                     | 27 | 28 | 29 | 30 | 31 |
| |                        |    |    |    |    |    |

## 7月1日
- 衛生署公告普通門診的掛號費上限為150元，急診掛號費為300元。

NOWnews - 自由時報

## 7月14日
- 臺灣高等法院爆發法官集體涉貪案，高院法官蔡光治、陳榮和、李春地，與板橋地檢署檢察官邱茂榮等四人，涉嫌收受前立委何智輝賄款，以至於何智輝在銅鑼土地開發弊案，更一審由14年有期徒刑逆轉為無罪。4人連同何智輝助理謝燕貞等兩名白手套，被台北地院於今日將該6人收押禁見。蘋果日報、維基新聞

## 7月17日
- 國防部藝術工作總隊將於本日搭機前往金門等多處島嶼，進行大二膽島戰役六十週年巡迴演出。新唐人

## 7月19日
- 國軍漢光演習兵棋推演於本日開始為期五天的「漢光27號」日程，由於對岸在近年來的軍事能力不斷加強，並且在航天、信息、二炮等方面的實力都優於台灣，因此這項兵棋推演將是國軍面臨對岸強勢作戰的情況，可能會有的處置及反應的作為，也是美韓聯合軍事演習之外，另外一個很受矚目的實兵驗證第二階段。本兵棋推演將於7月23日結束。

NOWnews - 自由時報
```
BBC中文
（
页面存档备份
，存于
）
```

## 7月20日
- 總統馬英九宣示成立法務部廉政署，預計2012年1月1日開始運作。中央社

## 7月25日
- 台塑六輕煉油二廠晚間發生爆炸，原因是重油洩漏引發大火。 NOWnews（页面存档备份，存于）

## 7月27日
- 臺南市東區的中興里與復國里併入後甲里[1]。

## 7月28日
- 7月28日～8月2日，第11屆漫畫博覽會，台北市世貿一館。（页面存档备份，存于）

## 7月30日
- 台塑六輕連續多起公安事件，行政院長吳敦義在雲林縣長蘇治芬與麥寮自救會農漁民的多日抗議後，終於前往六輕視察，並要求六輕二廠停工檢查。影響所及台塑在相關產品減產1/3，導致台塑四寶股價市值在一周內已經跌掉了將近新台幣674億元。

NOWnews - 自由時報